# Juegos Asiáticos de Playa
Los Juegos Asiáticos de Playa (ABG) (en inglés Asian Beach Games) son un evento multideportivo que se celebra cada dos años y en los que participan deportistas de países Asiáticos pertenecientes al Consejo Olímpico de Asia (OCA). La organización y regulación del evento está bajo la responsabilidad de la OCA y la supervisión del Comité Olímpico Internacional.
Los Juegos se componen por muchos deportes modernos con variantes de las disciplinas tradicionales para ser disputados en la Playa, como: el voleibol de playa, Fútbol playa, Balonmano de playa, etc. Además, el evento ha dado la oportunidad a disciplinas deportivas, como el Surf, a ser reconocidas por primera vez por el Comité Olímpico Internacional en unas competiciones multideportivas.

## Historia
El Consejo Olímpico de Asia impulsó el desarrollo de esta modalidad olímpica playera con el objetivo de fomentar la cultura y el deporte en la región. Además de dar un apoyo a la economías locales, que sean sede de los juegos, de promoverse como destinos turísticos de una manera global.

### Eventos y ediciones
Para la fecha se han organizado las siguientes ediciones de los Juegos Asiáticos de Playa:
| Año  | Evento      | Sede      | Sede      | Países | Deportes | Atletas |
| ---- | ----------- | --------- | --------- | ------ | -------- | ------- |
| 2008 | I edición   | Bali      | Indonesia | 41     | 17       | 1665    |
| 2010 | II edición  | Mascate   | Omán      | 43     | 14       | 1131    |
| 2012 | III edición | Haiyang   | China     | 43     | 13       | 1336    |
| 2014 | IV edición  | Phuket    | Tailandia | 42     | 26       | 2335    |
| 2016 | V edición   | Nha Trang | Vietnam   | 41     | 14       | 2197    |
| 2023 | VI edición  | Sanya     | China     |        | 22       |         |

## Organización
La organización de cada edición de los Juegos Asiáticos de Playa se delega al Comité Olímpico Nacional (NOC) del país anfitrión y de la propia ciudad sede, siendo a la vez supervisados por el Consejo Olímpico de Asia. El evento ha sido atractivo para los Comités Olímpicos Nacionales debido a los bajos costos de organización en lo referente a construcción de las instalaciones deportivas y las oportunidades que ofrecen para atraer el turismo dentro del continente.

## Participantes

### Naciones

Mapa de países que pertenecen al Consejo Olímpico de Asia y son participantes de los Juegos Asiáticos de Playa.

Al evento deportivo de los Juegos Asiáticos de Playa, han participado desde sus inicios los 45 países miembros del Consejo Olímpico de Asia en el 2008, sin cambios en sus integrantes a la fecha.

### Deportes
Las disciplinas de Voleibol de playa, Kabaddi de playa y Fútbol de playa, han sido designadas como obligatorias por el Consejo Olímpico de Asia y deben ser acompañadas por cuatro adicionales como mínimo en la realización de los juegos. Durante la 28.ª Asamblea general del Consejo Olímpico de Asia en Singapur el 11 de julio de 2009, se decidió que el número de deportes de los Juegos Asiáticos se recortarían a partir del 2014 y algunas modalidades sería movidas a los Juegos Asiáticos de Playa.
Entre los deportes tradicionales y no tradicionales que se han disputado en los juegos, se identifican:
|                            |                  |                  |                  |    |    |  |  |  |  |  |  |  |  |  |  |  |  |  |  |  |  |  |  |  |  |  |  |  |  |
| Baloncesto de 3-en-3       |                  | FIBA             | FIBA Asia        | 2  |    |  |  |  |  |  |  |  |  |  |  |  |  |  |  |  |  |  |  |  |  |  |  |  |  |
|                            |                  |                  |                  |    |    |  |  |  |  |  |  |  |  |  |  |  |  |  |  |  |  |  |  |  |  |  |  |  |  |
| Waterpolo de Playa         |                  | FINA             | AASF             | 1  | 1  |  |  |  |  |  |  |  |  |  |  |  |  |  |  |  |  |  |  |  |  |  |  |  |  |
| Natación en aguas abiertas |                  | FINA             | AASF             | 4  | 4  |  |  |  |  |  |  |  |  |  |  |  |  |  |  |  |  |  |  |  |  |  |  |  |  |
|                            |                  |                  |                  |    |    |  |  |  |  |  |  |  |  |  |  |  |  |  |  |  |  |  |  |  |  |  |  |  |  |
| Balonmano playa            |                  | IHF              | AHF              | 2  | 2  |  |  |  |  |  |  |  |  |  |  |  |  |  |  |  |  |  |  |  |  |  |  |  |  |
| Kabaddi de playa           |                  | IKF              | AAKF             | 2  | 2  |  |  |  |  |  |  |  |  |  |  |  |  |  |  |  |  |  |  |  |  |  |  |  |  |
| Sepak takraw de playa      |                  | ISTAF            | ASTAF            | 4  | 4  |  |  |  |  |  |  |  |  |  |  |  |  |  |  |  |  |  |  |  |  |  |  |  |  |
| Fútbol playa               |                  | FIFA             | AFC              | 1  | 1  |  |  |  |  |  |  |  |  |  |  |  |  |  |  |  |  |  |  |  |  |  |  |  |  |
| Voleibol de playa          |                  | FIVB             | AVC              | 2  | 2  |  |  |  |  |  |  |  |  |  |  |  |  |  |  |  |  |  |  |  |  |  |  |  |  |
| Lucha de playa             |                  | FILA             | AAWC             | 4  |    |  |  |  |  |  |  |  |  |  |  |  |  |  |  |  |  |  |  |  |  |  |  |  |  |
| Culturismo                 |                  | IFBB             | ABBF             | 6  | 6  |  |  |  |  |  |  |  |  |  |  |  |  |  |  |  |  |  |  |  |  |  |  |  |  |
| Barco-dragón               |                  | IDBF             | ADBF             | 6  |    |  |  |  |  |  |  |  |  |  |  |  |  |  |  |  |  |  |  |  |  |  |  |  |  |
| Jet ski                    |                  | IJSBA            |                  | 4  | 4  |  |  |  |  |  |  |  |  |  |  |  |  |  |  |  |  |  |  |  |  |  |  |  |  |
| Parapente                  |                  | FAI              |                  | 8  |    |  |  |  |  |  |  |  |  |  |  |  |  |  |  |  |  |  |  |  |  |  |  |  |  |
| silat                      |                  | PERSILAT         |                  | 8  |    |  |  |  |  |  |  |  |  |  |  |  |  |  |  |  |  |  |  |  |  |  |  |  |  |
| Navegación a vela          |                  | ISAF             | ASAF             | 6  | 6  |  |  |  |  |  |  |  |  |  |  |  |  |  |  |  |  |  |  |  |  |  |  |  |  |
| Surf                       |                  | ISA              |                  | 5  |    |  |  |  |  |  |  |  |  |  |  |  |  |  |  |  |  |  |  |  |  |  |  |  |  |
| Juego de piquetas          |                  | FEI              | AEF              |    | 8  |  |  |  |  |  |  |  |  |  |  |  |  |  |  |  |  |  |  |  |  |  |  |  |  |
| Triatlón                   |                  | ITU              | ASTC             | 2  | 2  |  |  |  |  |  |  |  |  |  |  |  |  |  |  |  |  |  |  |  |  |  |  |  |  |
| Esquí acuático             |                  | IWWF             | AAC              |    | 6  |  |  |  |  |  |  |  |  |  |  |  |  |  |  |  |  |  |  |  |  |  |  |  |  |
| Woodball                   |                  | IWbF             | AWbF             | 4  | 4  |  |  |  |  |  |  |  |  |  |  |  |  |  |  |  |  |  |  |  |  |  |  |  |  |
|                            |                  |                  |                  |    |    |  |  |  |  |  |  |  |  |  |  |  |  |  |  |  |  |  |  |  |  |  |  |  |  |
| Total de eventos           | Total de eventos | Total de eventos | Total de eventos | 71 | 52 |  |  |  |  |  |  |  |  |  |  |  |  |  |  |  |  |  |  |  |  |  |  |  |  |

## Medallero histórico
Para la fecha, la delegación de Indonesia  lidera los Juegos Asiáticos de Playa seguida muy de cerca por Tailandia por la diferencia de una medalla de oro, luego de la segunda edición de los juegos.
A continuación medallero histórico de los Juegos Asiáticos de Playa realizados hasta la segunda edición de los Juegos Mascate 2010. Las medallas aparecen agrupadas por los Comités Olímpicos Nacionales miembros del Consejo Olímpico de Asia y se ordenan de forma decreciente contando las medallas de oro obtenidas; en caso de haber empate, se ordena de igual forma contando las medallas de plata y, en caso de mantenerse la igualdad, se cuentan las medallas de bronce. Si dos equipos tienen la misma cantidad de medallas de oro, plata y bronce, se listan en la misma posición y se ordenan alfabéticamente.
| Núm. | País                   | Oro | Plata | Bronce | Total | Orden por Total |
| ---- | ---------------------- | --- | ----- | ------ | ----- | --------------- |
| 1    | Indonesia              | 26  | 10    | 26     | 62    | 2               |
| 2    | Tailandia              | 25  | 27    | 21     | 73    | 1               |
| 3    | China                  | 18  | 16    | 12     | 46    | 3               |
| 4    | Corea del Sur          | 6   | 10    | 10     | 26    | 4               |
| 5    | Omán                   | 6   | 3     | 7      | 16    | 6               |
| 6    | India                  | 6   | 0     | 3      | 9     | 13              |
| 7    | Japón                  | 5   | 4     | 6      | 15    | 7               |
| 8    | Hong Kong              | 3   | 4     | 5      | 12    | 9               |
| 9    | Malasia                | 3   | 3     | 6      | 12    | 9               |
| 10   | Emiratos Árabes Unidos | 3   | 3     | 1      | 7     | 14              |
| 10   | Irak                   | 3   | 3     | 1      | 7     | 14              |
| 12   | Siria                  | 3   | 1     | 0      | 4     | 19              |
| 13   | Vietnam                | 2   | 9     | 7      | 18    | 5               |
| 14   | Pakistán               | 2   | 6     | 5      | 13    | 8               |
| 15   | Myanmar                | 2   | 5     | 0      | 7     | 14              |